# Czarci Młyn w Świeradowie-Zdroju
Czarci Młyn w Świeradowie-Zdroju – placówka muzealna, położona w Czerniawie-Zdroju, obecnie w granicach administracyjnych Świeradowa-Zdroju. Obiekt jest własnością Gminy Miejskiej Świeradów-Zdrój.
Budynek wpisany jest do rejestru zabytków pod nr rej.: 1256/J z 28.03.1996
Siedzibą placówki jest młyn wodny, powstały około 1890 roku. W obiekcie zostało zachowane oryginalne wyposażenie młyńskie, typowe dla przełomu XIX i XX wieku, kiedy budowano je w tzw. systemie amerykańskim z całkowicie zmechanizowanym transportem zboża. Do 1951 roku młyn był napędzany nasiębiernym kołem wodnym o średnicy 6,5 metra. W tymże roku uszkodzeniu uległa oś koła, co spowodowało przerwę w pracy młyna. Zakład został ponownie uruchomiony w 1957 roku, przy czym do pracy urządzeń zastosowano napęd elektryczny.

W latach 2011–2012 obiekt został wyremontowany; uruchomione zostało m.in. koło wodne (replika). W ramach prac dostosowano go do potrzeb osób niepełnosprawnych oraz wzbogacono o infrastrukturę turystyczną. 
Obecnie w Czarcim Młynie funkcjonuje żywe Muzeum Chleba. W trzech salach: Chlebowej, z Czarcim Kołem i Technologicznej prezentowane są dawne urządzenia młynarskie i piekarskie, m.in. mlewnik, gniotownik, śrutownik, elewatory, silosy, czyszczarnia, wialnia zbożowa, tryjer, sortownik, a także 100-letni czynny piec chlebowy, ostatnie istniejące tego typu urządzenie, wybudowane przez firmę Alwina Michela z saksońskiego Groβschönau. Niegdyś działające urządzenia zapewniały młynowi wydajność ok. 1,5 tony mąki na dobę. Oprócz mąki możliwa była również produkcja kaszy manny oraz otrębów. W Czarcim Młynie niekiedy serwowany jest również wypiekany tutaj chleb.
Z nazwą młyna wiąże się legenda o młynarzu, który z diabelską pomocą zapewnił sobie bogactwo oraz ożenek. Pod koniec życia został z tego powodu porwany do piekła, a obecnie istniejący budynek ma stać w miejscu, gdzie stał młyn owego młynarza, który spłonął od uderzenia pioruna. 
Placówka jest obiektem całorocznym, czynnym od środy do soboty w godz. 10-16. Wstęp jest płatny, zwiedzanie o pełnych godzinach. W lipcu i sierpniu oraz podczas ferii zimowych dolnośląskich godziny otwarcia ulegają zmianie.